# Kenneth Hall
Sir Kenneth Octavius Hall, né le 24 avril 1941 à Lucea, est un universitaire et homme politique jamaïcain. Il est gouverneur général de la Jamaïque du 16 février 2006 au 26 février 2009.

## Biographie
Kenneth Hall a obtenu un master en relations internationales et un doctorat en histoire à l'Université Queen's, au Canada. Il a enseigné l'histoire, les études caribéennes et les études américaines à l'Université d'État de New York à Albany. Il a également occupé divers postes au sommet de l'administration de plusieurs universités, aux États-Unis et en Jamaïque.
En 1994, Kenneth devient vice-secrétaire général de la CARICOM. 